# Machimus latipex
Machimus latipex là một loài ruồi trong họ Asilidae. Machimus latipex được Martin miêu tả năm 1975. Loài này phân bố ở vùng Tân Bắc giới.